# Hymenochaete unicolor
Hymenochaete unicolor är en svampart som beskrevs av Berk. & M.A. Curtis 1868. Hymenochaete unicolor ingår i släktet Hymenochaete och familjen Hymenochaetaceae.   Inga underarter finns listade i Catalogue of Life.